# Ka-Ching!
Ka-Ching! ([kə ˈtʃɪŋ]) ist ein Lied der kanadischen Sängerin Shania Twain, das im November 2002 auf ihrem Album Up! erschien. Geschrieben wurde der Titel neben der Interpretin selbst von Robert Lange. Der Songtitel ist eine in der englischen Sprache bekannte lautmalerische Umschreibung für das Klingeln einer Registrierkasse.
Das Lied gewann eine Goldene Schallplatte in Österreich und Deutschland.

## Inhalt
Das Lied handelt von Habgier und Maßlosigkeit. Von Kindheit an werde gelehrt, ein Lebensziel müsse das Anhäufen finanzieller und materieller Reichtümer sein („live like a king, with lots of money and things“). Dabei liege der Schwerpunkt auf materiellem Besitz, zu dessen Erwerb eigentlich nicht zu diesem Zweck zur Verfügung stehende Geldmittel aufgewendet würden („money that we don't possess“). Dies geschehe ungeachtet der Sinnhaftigkeit einer Investition („spend it foolishly“) und nehme religiöse Züge an („our religion is to go and blow it all“).

## Hintergrundinformationen
Der Song wurde am 17. Februar 2003 in Deutschland als Single veröffentlicht. Es handelt sich nach I’m Gonna Getcha Good! und Up! um die dritte Singleauskopplung ihres Albums Up!. Das Lied ist 3:20 Minuten lang.
Als Orchester ist auf dem Album und der Single das Deutsche Filmorchester Babelsberg zu hören.

## Musikvideo
Das Musikvideo zur Single wurde im Januar 2003 unter der Regie von Antti Jokinen im Casino Español und einem Hotel in Mexiko-Stadt sowie in Spaniens Hauptstadt Madrid gedreht. Insgesamt existieren drei Versionen des Videos. Neben der im TV ausgestrahlten Version werden in den beiden anderen Clips nur die in Madrid entstandenen Studioaufnahmen der Sängerin verwendet.

## Rezeption
Das Lied erhielt positive als auch negative Kritiken von den Musikkritikern. S. Renee Dechert von popmatters.com beschreibt den Titel mit den Worten: „äußert sich als unterschiedlich gegenüber den anderen“ (stands out as different against the others). Jennifer Nine von Yahoo! Music befand, Ka-Ching! sei „musikalisch Timbaland-Style …“ (musically, its Timbaland-style strings and off-kilter chorus are the best thing on the album, and lyrically…well, crikey). Zur Melodie des Songs komponierte die deutsche Spaß-Metal-Band J.B.O. das im Mai 2025 veröffentlichte Lied Ka-Fump! über das Thema Biertrinken, zu dem es ein offizielles Musikvideo gibt.

## Titelliste der Single
Maxi-Single
| #  | Titel                                     | Länge |
| -- | ----------------------------------------- | ----- |
| 1. | Ka-Ching! (Red)                           | 3:20  |
| 2. | Ka-Ching! (Sowatt Hip Hop Mix)            | 3:22  |
| 3. | Ka-Ching! (Sowatt Extended Lounge Mix)    | 9:09  |
| 4. | I’m Gonna Getcha Good! (Sowatt Dance Mix) | 4:32  |

CD-Single
| #  | Titel                                              | Länge |
| -- | -------------------------------------------------- | ----- |
| 1. | Ka-Ching! (Red)                                    | 3:20  |
| 2. | I’m Gonna Getcha Good! (Sowatt Extended Dance Mix) | 7:57  |

## Chartplatzierungen
| ChartsChartplatzierungen     | Höchstplatzierung | Wochen |
| ---------------------------- | ----------------- | ------ |
| Deutschland (GfK)            | 3 (20 Wo.)        | 20     |
| Österreich (Ö3)              | 2 (27 Wo.)        | 27     |
| Schweiz (IFPI)               | 2 (26 Wo.)        | 26     |
| Vereinigtes Königreich (OCC) | 8 (8 Wo.)         | 8      |